# Castnia juturna
Castnia juturna is een vlinder uit de familie Castniidae. De wetenschappelijke naam van de soort werd in 1856 door Carl Heinrich Hopffer gepubliceerd.
De soort komt voor in het Neotropisch gebied, met name in Paraguay en Brazilië.